# Филателия
Филателия означава систематично събиране и изследване на пощенски марки и документи.
Филателията се занимава с пощенските марки, а хората, които колекционират марки се наричат филателисти.
Марките могат да бъдат в серии или единични. Основен проблем с пощенските марки е, че лесно се фалшифицират, но не всеки различава оригинала от фалшификата. В днешно време старите марки са много ценни за филателистите.
Но някои дефектни марки са много ценни. Такава е например „Обърнатата конница“. На 14 февруари 1911 е пусната в употреба серията „Изгледи и портрети“, която съдържа дванадесет стойности. Поредицата е в употреба до 1918. В нея марката от 50 ст. представя цар Фердинанд Първи и синовете му княз Борис и принц Кирил, като тя впоследствие получава куриозен статут сред българските марки и днес се оценява на 10 000 евро. През 1913 в Пловдив попада лист от въпросната марка, която е завъртяна на 180 градуса спрямо текста в марката. Днес са известни само около 30 такива марки, като всичките са клеймовани.
- Първите български пощенски марки, пуснати в обращение на 1 май 1879 година.
- Писмо от остров Ливингстън